# (10264) Marov
(10264) Marov est un astéroïde de la ceinture principale.

## Description
(10264) Marov est un astéroïde de la ceinture principale. Il fut découvert le 8 août 1978 à Naoutchnyï par Nikolaï Tchernykh. Il présente une orbite caractérisée par un demi-grand axe de 3,21 UA, une excentricité de 0,18 et une inclinaison de 0,3° par rapport à l'écliptique.

## Compléments